# O Clube das Mulheres de Negócios
O Clube das Mulheres de Negócios é um filme de comédia dramática brasileiro de 2024 dirigido por Anna Muylaert e roteirizado pela própria diretora em colaboração com Gabriel Mendonça e Suzana Pires. Com Cristina Pereira, Irene Ravache, Louise Cardoso, Ittala Nandi, Katiuscia Canoro, Polly Marinho, Luís Miranda e Rafael Vitti no elenco, o filme é uma sátira onde se questiona a natureza do poder e das relações de gênero e expõe como a opressão não se limita a um gênero específico, mas sim à maneira como a sociedade estrutura e perpetua as relações de dominação e privilégio.
O Clube das Mulheres de Negócios teve sua première nacional no 52° Festival de Gramado, em 9 de agosto de 2024, e foi lançado nos cinemas do Brasil em 28 de novembro de 2024 pela Vitrine Filmes. O filme foi recebido com avaliações mistas por parte da crítica especializada, que o considerou uma obra de execução falha ao abordar as relações de poder, mas com uma sátira afiada e boas atuações no elenco. Em sua exibição comercial, o filme arrecadou cerca de R$ 55,9 mil em bilheteria acumulada.
Em sua estreia no 52° Festival do Gramado, o filme concorreu ao Troféu Kikito de Melhor Filme e recebeu o prêmio especial do júri pelo desempenho do elenco.

## Sinopse
Em um Brasil distópico onde as mulheres dominam todas as esferas de poder e os homens vivem em uma condição social submissa, O Clube das Mulheres de Negócios acompanha Jongo (Luís Miranda), um renomado fotógrafo que há anos frequenta um clube de campo exclusivo para a elite feminina. Nesse universo de inversão de papéis de gênero, as mulheres exercem domínio absoluto sobre a política, economia e instituições, enquanto os homens se veem relegados a papéis secundários, muitas vezes objetificados ou subjugados.
A história ganha uma nova perspectiva com a chegada de Candinho (Rafael Vitti), um jovem jornalista idealista que, ao entrar nesse espaço, se depara com uma realidade que desafia todas as suas concepções de masculinidade e poder. Inicialmente deslocado, ele passa a observar as relações complexas entre as frequentadoras do clube e os poucos homens ali presentes, percebendo as contradições e a hipocrisia desse sistema matriarcal, que espelha as estruturas opressoras do patriarcado do mundo real.
Administrado por Cesárea (Cristina Pereira), avó de Candinho, e sua fiel assistente Brasília (Louise Cardoso), o clube é frequentado por figuras femininas poderosas, como Norma (Irene Ravache), Yolanda (Grace Gianoukas), Zarife (Katiuscia Canoro), Donatela (Ittala Nandi), Kika (Polly Marinho), Fay (Helena Albergaria) e Patrícia (Shirley Cruz), muitas delas envolvidas em escândalos e esquemas de corrupção, expondo as dinâmicas de privilégio e dominação dentro desse universo. Enquanto Jongo tenta ensinar a Candinho como navegar nesse ambiente hostil, o jovem jornalista se vê cada vez mais envolvido em situações que testam sua identidade e desafiam suas crenças sobre justiça e desigualdade.

## Elenco
- Rafael Vitti como Cândido Barros Lima Filho (Candinho)
- Luís Miranda como Jongo Batista
- Cristina Pereira como Cesárea Barros
- Irene Ravache como Norma Albuquerque
- Louise Cardoso como Brasília de Oliveira Neto
- Katiuscia Canoro como Zarife Kremer
- Grace Gianoukas como Yolanda Penteado
- Polly Marinho como Kika
- Shirley Cruz como Bispa Patrícia
- Helena Albergaria como Fay Smith
- Ittala Nandi como Donatela
- Maria Bopp como Zoraide Kremer
- Tales Ordakji como Jadeson
- Bárbara Maia como Cândida
- Verônica Debom como Zulmira Kremer
- Daniel Botelho como Beto
- Fernando Billi como Tico
- Nani de Oliveira como Daniel

## Produção

### Concepção e desenvolvimento
A gênese de O Clube das Mulheres de Negócios remonta a 2015, quando Anna Muylaert, após o sucesso de Que Horas Ela Volta?, começou a refletir sobre as dinâmicas de poder e gênero na sociedade brasileira. As tensões políticas e sociais daquele período, especialmente relacionadas à misoginia evidenciada durante o impeachment da então presidente Dilma Rousseff, serviram como catalisadores para a criação de uma narrativa que invertesse os papéis tradicionais de gênero. Muylaert desejava explorar, de maneira satírica, como seria um mundo onde as mulheres detêm o poder e os homens ocupam posições subalternas.

"Depois do sucesso do filme, vi vários amigos meus, diretores homens, fazendo sucesso similar e sendo muito bem tratados e honrados. Eu, por ser mulher, estava prestes a ser desonrada e maltratada por estar fazendo a mesma coisa. Senti uma revolta muito grande".

— Muylaert sobre o processo de criação do filme, em entrevista ao UOL.
Além desse contexto político, Muylaert revelou que sua própria experiência como cineasta foi fundamental na concepção do filme. Ela conta que o machismo que sofreu após o sucesso de Que Horas Ela Volta? foi um fator importante para desenvolver essa obra.
O reconhecimento trouxe visibilidade, mas também expôs Muylaert a ataques misóginos: "Eu virei uma figura conhecida em qualquer lugar do Brasil. Teve um lado bom, que foi o orgulho de fazer um trabalho reconhecido por toda a sociedade. Mas teve um lado violento. Na hora que me tornei uma pessoa reconhecida, sendo uma mulher que tem ideias, eu virei uma figura perigosa. Eu apanhei como nunca tinha apanhado".
Essa vivência pessoal de resistência e enfrentamento influenciou diretamente a abordagem do filme, tornando-o não apenas um exercício de inversão de papéis, mas um comentário ácido sobre a violência simbólica e estrutural contra mulheres que ousam ocupar espaços de poder.
A formação do elenco foi um processo meticuloso, visando reunir atores capazes de dar vida aos personagens complexos e caricatos concebidos por Muylaert. A diretora buscou atrizes veteranas e respeitadas para interpretar as poderosas mulheres do clube, resultando na participação de nomes como Irene Ravache, Grace Gianoukas, Cristina Pereira, Louise Cardoso, Katiuscia Canoro e Ítala Nandi. Para os papéis masculinos, que exigiam uma representação de vulnerabilidade e submissão, foram escolhidos Rafael Vitti e Luís Miranda. Muylaert destacou a harmonia e o espírito coletivo do elenco durante as filmagens, enfatizando que, apesar da presença de artistas consagrados, não houve disputas de ego, mas sim uma colaboração mútua em prol da narrativa.

### Filmagens
A produção do filme foi uma colaboração entre as produtoras Glaz e África Filmes, com coprodução da Globo Filmes e Riofilme. O projeto contou com o apoio da Secretaria de Estado de Cultura e Economia Criativa do Rio de Janeiro, por meio da Lei Paulo Gustavo, além de recursos do BRDE/FSA e da ANCINE. Rosane Svartman participa como produtora associada.
As gravações do longa-metragem iniciaram em 2021, na cidade de São Paulo, tendo encerrado em setembro de 2022. As filmagens foram planejadas para capturar a atmosfera caricatural e satírica desejada por Muylaert, utilizando locações que reforçassem a inversão de papéis de gênero e o poder ostentado pelas personagens femininas. A diretora enfatizou a importância de assistir ao filme em uma tela grande, destacando que a experiência coletiva do cinema potencializa as discussões e reflexões propostas pela obra.

## Lançamento

### Participações emfestivais
Em agosto de 2024, O Clube das Mulheres de Negócios foi exibido na mostra competitiva do 52º Festival de Cinema de Gramado, onde recebeu o Prêmio Especial do Júri. Meses depois, em outubro, o filme integrou a programação da 48ª edição da Mostra Internacional de Cinema de São Paulo, sendo exibido em sessões especiais.

### Estreia noscinemas
Após sua bem-sucedida participação em festivais, o filme estreou oficialmente nos cinemas brasileiros em 28 de novembro de 2024. A estreia foi amplamente divulgada, destacando a abordagem satírica da obra sobre a inversão de estereótipos de gênero.

## Recepção

### Bilheteria
O Clube das Mulheres de Negócios foi distribuído pela Vitrine Filmes nas principais capitais do país, com um lançamento limitado. O filme, no tempo em que ficou em cartaz, teve um público de 3.274 pessoas. De acordo com os dados da Agência Nacional do Cinema (Ancine), o longa acumulou uma renda de R$ 55.965,03.

### Resposta da crítica
O Clube das Mulheres de Negócios foi recebido com respostas mistas por parte da imprensa especializada. Em resumo, o filme foi reconhecido por sua premissa instigante e performances marcantes, especialmente de Katiuscia Canoro e Grace Gianoukas. Contudo, alguns críticos apontam que a execução poderia aprofundar mais as questões estruturais relacionadas ao poder e gênero, evitando se limitar apenas à inversão superficial de papéis.
O website Cinema com Rapadura destaca que, embora o filme apresente uma sátira provocativa, ele enfrenta dificuldades em sustentar sua premissa ao longo da narrativa. As personagens femininas são descritas como caricaturas cuidadosamente elaboradas para refletir estereótipos masculinos de poder, com atuações de destaque de Katiuscia Canoro e Grace Gianoukas. No entanto, o crítico aponta que a trama, ao se limitar à inversão de gêneros sem questionar profundamente as estruturas de poder, perde a oportunidade de explorar as complexidades do tema, sugerindo que a tirania é inerente a qualquer detentor de controle. Além disso, o filme, em alguns momentos, parece se perder em suas próprias ambições, subestimando a capacidade interpretativa do público ao tentar explicar excessivamente suas intenções.
O portal AdoroCinema observa que o filme, embora divertido, por vezes se perde em sua crítica, que acaba ficando incompleta. A inversão de estereótipos de gênero, central na narrativa, é considerada um tanto inverossímil, e as alegorias utilizadas podem não alcançar plenamente o impacto desejado. A crítica da Revista O Grito! sobre O Clube das Mulheres de Negócios reconhece a proposta instigante do filme ao inverter os papéis de gênero, colocando mulheres em posições de poder e homens em situações de submissão. No entanto, aponta que, apesar das boas intenções, a narrativa enfrenta desafios em manter a coesão e o ritmo, resultando em uma execução que não explora todo o potencial da premissa. Além disso, a crítica sugere que o desenvolvimento dos personagens poderia ser mais aprofundado, permitindo uma conexão mais significativa com o público.
Por outro lado, o crítico do O Globo enaltece a abordagem caricatural adotada por Muylaert como meio de oferecer uma análise contundente da realidade. A inversão de papéis entre homens e mulheres é utilizada para evidenciar questões de gênero e poder, com destaque para a atuação de Katiuscia Canoro. O filme também incorpora elementos macabros, como a presença de onças fora de suas jaulas, que adicionam camadas interpretativas à narrativa, permitindo uma reflexão mais profunda sobre a sociedade contemporânea.

### Prêmios e indicações
| Lista de prêmios e indicações       | Lista de prêmios e indicações | Lista de prêmios e indicações            | Lista de prêmios e indicações                   | Lista de prêmios e indicações | Lista de prêmios e indicações |
| Premiação                           | Data da cerimônia             | Categoria                                | Indicação                                       | Resultado                     | Ref.                          |
| ----------------------------------- | ----------------------------- | ---------------------------------------- | ----------------------------------------------- | ----------------------------- | ----------------------------- |
| Festival de Cinema de Gramado       | 20 de agosto de 2024          | Prêmio Especial do Júri de Melhor Elenco | Intérpretes dos principais personagens do filme | Venceu                        | [ 5 ]                         |
| Los Angeles Brazilian Film Festival | 7 de novembro de 2024         | Melhor Filme                             | O Clube das Mulheres de Negócios                | Indicado                      | [ 15 ]                        |
| Los Angeles Brazilian Film Festival | 7 de novembro de 2024         | Melhor Direção                           | Anna Muylaert                                   | Indicada                      | [ 15 ]                        |
| Los Angeles Brazilian Film Festival | 7 de novembro de 2024         | Melhor Roteiro                           | Anna Muylaert                                   | Indicada                      | [ 15 ]                        |
| Los Angeles Brazilian Film Festival | 7 de novembro de 2024         | Melhor Atriz                             | Cristina Pereira                                | Indicada                      | [ 15 ]                        |
| Los Angeles Brazilian Film Festival | 7 de novembro de 2024         | Melhor Atriz                             | Grace Gianoukas                                 | Indicada                      | [ 15 ]                        |
| Los Angeles Brazilian Film Festival | 7 de novembro de 2024         | Melhor Atriz                             | Irene Ravache                                   | Indicada                      | [ 15 ]                        |
| Los Angeles Brazilian Film Festival | 7 de novembro de 2024         | Melhor Atriz                             | Louise Cardoso                                  | Indicada                      | [ 15 ]                        |
| Los Angeles Brazilian Film Festival | 7 de novembro de 2024         | Melhor Atriz                             | Katiuscia Canoro                                | Indicada                      | [ 15 ]                        |
| Los Angeles Brazilian Film Festival | 7 de novembro de 2024         | Melhor Ator                              | Rafael Vitti                                    | Indicado                      | [ 15 ]                        |
| Los Angeles Brazilian Film Festival | 7 de novembro de 2024         | Melhor Atriz Coadjuvante                 | Polly Marinho                                   | Indicada                      | [ 15 ]                        |
| Los Angeles Brazilian Film Festival | 7 de novembro de 2024         | Melhor Atriz Coadjuvante                 | Helena Abergaria                                | Indicada                      | [ 15 ]                        |
| Los Angeles Brazilian Film Festival | 7 de novembro de 2024         | Melhor Atriz Coadjuvante                 | Shirley Cruz                                    | Indicada                      | [ 15 ]                        |
| Los Angeles Brazilian Film Festival | 7 de novembro de 2024         | Melhor Atriz Coadjuvante                 | Íttala Nandi                                    | Indicada                      | [ 15 ]                        |
| Los Angeles Brazilian Film Festival | 7 de novembro de 2024         | Melhor Atriz Coadjuvante                 | Maria Bopp                                      | Indicada                      | [ 15 ]                        |
| Los Angeles Brazilian Film Festival | 7 de novembro de 2024         | Melhor Atriz Coadjuvante                 | Verônica Debom                                  | Indicada                      | [ 15 ]                        |
| Los Angeles Brazilian Film Festival | 7 de novembro de 2024         | Melhor Ator Coadjuvante                  | Luis Miranda                                    | Indicado                      | [ 15 ]                        |
| Los Angeles Brazilian Film Festival | 7 de novembro de 2024         | Melhor Direção de Arte                   | Juliana Ribeiro                                 | Indicada                      | [ 15 ]                        |
| Los Angeles Brazilian Film Festival | 7 de novembro de 2024         | Melhor Maquiagem Artísitca               | Westerley Dornellas                             | Indicado                      | [ 15 ]                        |
| Los Angeles Brazilian Film Festival | 7 de novembro de 2024         | Melhor Direção de Fotografia             | Bárbara Álvares                                 | Indicada                      | [ 15 ]                        |